# 西丸之内
西丸之内（にしまるのうち）は、三重県津市にある地名。丁番を持たない単独町名である。

## 地理
津市の中央部に位置し、東に丸之内、西に東古河町と八町、南に南丸之内、北に丸之内養正町と接している。

## 世帯数と人口
2019年（令和元年）6月30日現在の世帯数と人口は以下の通りである。
| 町丁     | 世帯数  | 人口    |
| -------- | ------- | ------- |
| 西丸之内 | 698世帯 | 1,375人 |

### 人口の変遷
国勢調査による人口の推移
| 1995年（平成7年）  | 1,645人 | [ 5 ] |  |
| 2000年（平成12年） | 1,549人 | [ 6 ] |  |
| 2005年（平成17年） | 1,391人 | [ 7 ] |  |
| 2010年（平成22年） | 1,523人 | [ 8 ] |  |
| 2015年（平成27年） | 1,417人 | [ 9 ] |  |

### 世帯数の変遷
国勢調査による世帯数の推移
| 1995年（平成7年）  | 626世帯 | [ 5 ] |  |
| 2000年（平成12年） | 645世帯 | [ 6 ] |  |
| 2005年（平成17年） | 626世帯 | [ 7 ] |  |
| 2010年（平成22年） | 677世帯 | [ 8 ] |  |
| 2015年（平成27年） | 662世帯 | [ 9 ] |  |

## 学区
市立小・中学校に通う場合、学区は以下の通りとなる。
| 番・番地等 | 小学校           | 中学校             |
| ---------- | ---------------- | ------------------ |
| 全域       | 津市立養正小学校 | 津市立西橋内中学校 |

## 交通
- 国道163号
- 三重県道42号津芸濃大山田線

## 施設
- 津市役所
- お城西公園
- 永井病院

## その他

### 日本郵便
- 郵便番号 : 514-0035[3]（集配局：津中央郵便局[11]）。